# ギンギン丸
ギンギン丸とは2002年07月、ロデオが製造・販売したパチスロ機。4号機。

## 内部システム

### ストックシステム
サイレントストックを用いたゲーム性で、RTゲーム数解除が主になるが、純ハズレやチェリー解除もある。
なお、ボーナス後のチャンスゾーン（0～93ゲーム）以内に解除すると、天国モードに移行することもあり、その場合連チャンが起きる。

## 他の機種においてのカメオ出演
ギンギン丸のヒットにより、他のロデオ機種においてギンギン丸が出現した場合、ボーナスが確定になる、プレミアム的役割も果たす。
出演機種一覧
- 俺の空
- 鬼武者3
- ドカベン

## ゲーム機
- オンラインゲームサイト『777town.net』にてプレイが可能である。
- 携帯サイト『サミー777タウン』にてプレイが可能である。